# Arón Claudio Bitrán Goren
Arón Claudio Bitrán Goren (Santiago de Chile, 19 de octubre de 1956) es un violinista chileno nacionalizado mexicano, fundador y miembro del Cuarteto Latinoamericano.

## Estudios
Ha radicado en México desde 1974. Estudió en el Conservatorio Nacional de Música en donde fue discípulo de Vladimir Vulfman. Posteriormente continuó sus estudios en la Universidad de Indiana Bloomington en donde fue discípulo de Yuval Yaron y Josef Gingold.

## Carrera musical

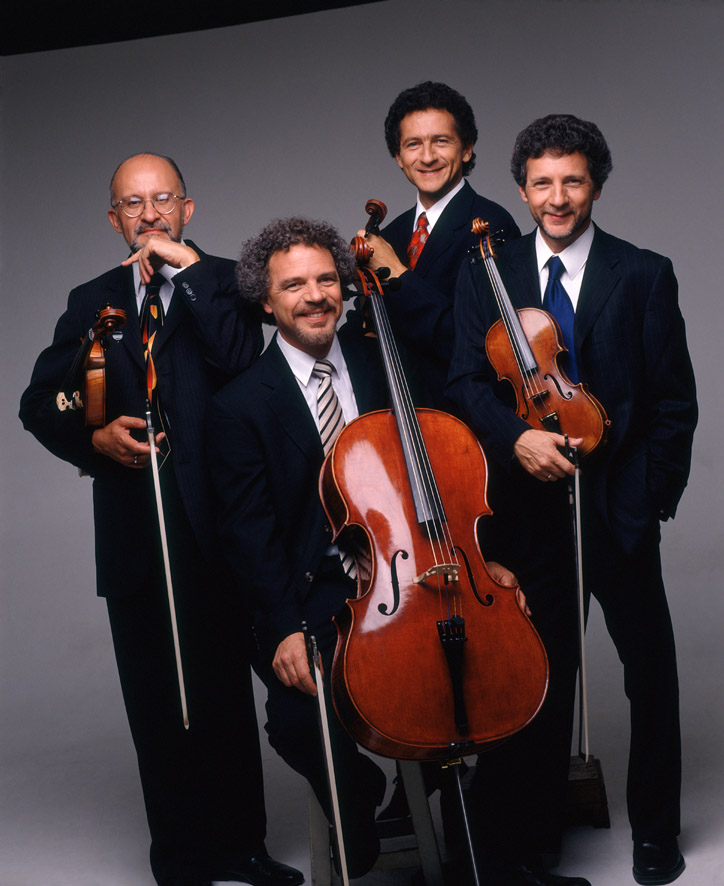
Arón Bitrán en el Cuarteto Latinoamericano.

Fue primer violín en un cuarteto conformado por su padre y sus hermanos. Como solista ha participado con la Orquesta Sinfónica Nacional de México, la Orquesta Filarmónica de la UNAM (OFUNAM), la Orquesta Sinfónica de Chile, la Orquesta Sinfónica Nacional de Costa Rica, la Orquesta Sinfónica Nacional Argentina, la Orquesta Sinfónica Simón Bolívar de Venezuela, la Orquesta Sinfónica del Sodre de Uruguay, la Orquesta Sinfónica de El Salvador y la National Arts Center Orchestra de Ottawa en Canadá, así como la Sinfónica de Dallas, la Sinfónica de Seattle, la Sinfónica de San Antonio y la Orquesta Filarmónica de Los Ángeles de Estados Unidos.
En 1981 fue miembro fundador del Cuarteto Latinoamericano, el cual está integrado por sus hermanos Álvaro y Saúl, y el violista Javier Montiel. Con el Cuarteto Latinoamericano ha grabado varios discos y ha realizado giras en Europa, Canadá, Estados Unidos, Australia, Asia y América Latina.

## Docencia
Ha sido maestro de Violín y Música de Cámara en el Conservatorio Nacional de Música de México y en la Escuela Nacional de Música de la Universidad Nacional Autónoma de México (UNAM) y en la Universidad Carnegie Mellon en Pittsburgh. Ha sido invitado a impartir clases magistrales en varias universidades de Estados Unidos y América Latina. 
Adicionalmente ha editado dos libros didácticos los cuales fueron publicados por el Centro Nacional para la Investigación y Documentación Musical de México. Junto con el Cuarteto Latinoamericano promovió la creación de la Academia Latinoamericana de Cuartetos de Cuerda de El Sistema en Caracas, Venezuela.

## Premios y distinciones
Por su participación con el Cuarteto Latinoamericano ha recibido homenajes en las ciudades de Pittsburgh en Estados Unidos y Toronto en Canadá. En 2012 fue ganador del Premio Nacional de Ciencias y Artes en el área de Bellas Artes por la Secretaría de Educación Pública de México.